# Comisión Asesora de Investigación Científica y Técnica
La Comisión Asesora de Investigación Científica y Técnica (CAICYT) de España fue un organismo público del gobierno español creado en 1958 con la función de planificar la política científica y tecnológica. Su primer presidente fue Manuel Lora-Tamayo. La CAICYT se extinguió en 1987 y su lugar fue ocupado por la Comisión Interministerial de Ciencia y Tecnología (CICYT).

## Objetivos
- Promover la ciencia de base en el sector público: CSIC, universidades, etc.
- Fomentar la investigación en el sector privado: empresas y corporaciones.

Para contribuir al desarrollo de estos objetivos llevaba a cabo la financiación de proyectos de investigación y desarrollo (I+D) en colaboración con investigadores del sector público, en forma de "proyectos concertados de investigación".

## Historia
La comisión se crea el 7 de febrero de 1958, adscrita a la Presidencia del Gobierno, para impulsar y modernizar la política científica española, hasta entonces planificada desde el Consejo Superior de Investigaciones Científicas (CSIC), organismo al que estaría muy conectada: inicialmente el secretario general del CSIC actuaba como secretario de la Comisión Asesora. Esta primera etapa se caracteriza por la práctica ausencia de presupuesto.
En 1964, dentro del primer Plan de desarrollo, se creó el Fondo Nacional para la Investigación Científica y Técnica que dotaba de recursos económicos a la CAICYT para desarrollar su labor. Estos fondos permitieron subvencionar proyectos de investigación públicos, y contribuyeron a la financiación de infraestructuras y equipamiento científico en las universidades.
No consigue logros importantes y sufre sucesivas reformas en 1978, cuando pasa a depender del Ministerio de Universidades e Investigación, y a primeros de los años 80 pasando definitivamente a depender del Ministerio de Educación y Ciencia.
La CAICYT fue extinguida el 25 de marzo de 1987 y su labor pasó a ser llevada a cabo en gran medida por la Comisión Interministerial de Ciencia y Tecnología (CICYT) junto a otros organismos posteriores como la Agencia Nacional de Evaluación y Prospectiva (ANEP) y el Centro para el Desarrollo Tecnológico Industrial (CDTI).

## Presidentes
- Manuel Lora-Tamayo (1958-1962)
- Juan Manuel Martínez Moreno (1967-1968)
- Enrique Gutiérrez Ríos (1968-1973)
- Federico Mayor Zaragoza (1974-1978)
- Carlos Sánchez del Río (1978-1983)

Desde mayo de 1983, el presidente sería el ministro de educación y ciencia.